# 668 (číslo)
Šest set šedesát osm je přirozené číslo. Následuje po čísle šest set šedesát sedm a předchází číslu šest set šedesát devět. Římskými číslicemi se zapisuje DCLXVIII a řeckými číslicemi χξη.

## Matematika
668 je:
- Deficientní číslo
- Složené číslo
- Nešťastné číslo

## Astronomie
- (668) Dora je planetka hlavního pásu, kterou objevil v roce 1908 August Kopff

## Roky
- 668
- 668 př. n. l.